# Volgogradska oblast
Volgogradska oblast je oblast u Rusiji. Središte oblasti je Volgograd.
Prije destaljinizacije u sovjetskoj Rusiji, nosila je naziv Staljingradska oblast (rus. Сталинградская область) do 16. prosinca 1961. godine.

## Vanjske poveznice
- (rus.) Službene stranice  Arhivirana inačica izvorne stranice od 3. prosinca 2016. (Wayback Machine)